# ECM Prague Open 2007
ECM Prague Open 2007 — тенісний турнір, що проходив на кортах з ґрунтовим покриттям у Празі (Чехія). Належав до серії Challenger серед чоловіків, і до турнірів 4-ї категорії в рамках Туру WTA 2007 серед жінок. Тривав з 7 до 13 травня 2007 року.

## Очки і призові

### Нарахування очок
| Дисципліна                 | П   | Ф  | ПФ | ЧФ | 1/8 | 1/16 | Q   | Q3  | Q2  | Q1  |
| Одиночний розряд, чоловіки | 70  | 49 | 31 | 16 | 7   | 0    | Н/Д | Н/Д | Н/Д | Н/Д |
| Парний розряд, чоловіки    | 70  | 49 | 31 | 16 | 0   | Н/Д  | Н/Д | Н/Д | Н/Д | Н/Д |
| Одиночний розряд, жінки    | 115 | 80 | 50 | 30 | 15  | 1    | 7   | 3   | 2   | 1   |
| Парний розряд, жінки       | 115 | 80 | 50 | 30 | Н/Д | 1    | Н/Д | Н/Д | Н/Д | Н/Д |

### Призові гроші
| Дисципліна                 | П       | F       | ПФ     | ЧФ     | 1/8    | 1/16 | Q    | Q3   | Q2   | Q1  |
| Чоловіки, одиночний розряд | €12,250 | €7,200  | €4,260 | €2,480 | €1,460 | €885 | Н/Д  | Н/Д  | Н/Д  | Н/Д |
| Чоловіки, парний розряд    | €5,250  | €3,100  | €1,840 | €1,090 | €610   | Н/Д  | Н/Д  | Н/Д  | Н/Д  | Н/Д |
| Жінки, одиночний розряд    | $21,140 | $11,395 | $6,140 | $3,310 | $1,775 | $955 | $515 | $280 | $165 | $0  |
| Жінки, парний розряд       | $6,240  | $3,360  | $1,810 | $970   | $525   | Н/Д  | Н/Д  | Н/Д  | Н/Д  | Н/Д |

## Кваліфікація

### Одиночний розряд, чоловіки

#### Сіяні учасники
All rankings correspond to the ATP Challenger Tour
| Країна          | Гравчиня         | Рейтинг | Сіяна |
| --------------- | ---------------- | ------- | ----- |
| Аргентина       | Серхіо Ройтман   | 79      | 1     |
| Аргентина       | Дієго Хартфільд  | 80      | 2     |
| Чехія           | Ян Гаєк          | 88      | 3     |
| Чехія           | Ян Герних        | 90      | 4     |
| Таїланд         | Данай Удомчоке   | 95      | 5     |
| Чехія           | Лукаш Длуги      | 145     | 6     |
| Іспанія         | Іван Наварро     | 111     | 7     |
| Велика Британія | Алекс Богдановіч | 119     | 8     |

#### Інші учасники
Нижче наведено учасників, які отримали вайлдкард на участь в основній сітці:
- Martin Durdík
- Dušan Karol
- Душан Лойда
- Фелікс Мантілья Ботелья

The following players received entry via a special exempt into the singles main draw:
- Богдан Уліграх

Нижче наведено гравців, які пробились в основну сітку через стадію кваліфікації:
- Матьє Монкур
- Andis Juška
- Петер Весселс
- Тімо Ніємінен

#### Відмовились від участі
- Богдан Уліграх (Left leg)
- Ян Гаєк (Left knee)

### Парний розряд, чоловіки

#### Сіяні пари
All rankings correspond to the ATP Challenger Tour
| Країна    | Гравець        | Країна    | Гравець      | Рейтинг | Сіяна |
| --------- | -------------- | --------- | ------------ | ------- | ----- |
| Чехія     | Петр Пала      | Чехія     | Павел Візнер | 56      | 1     |
| Чехія     | Леош Фридль    | Чехія     | Давід Шкох   | 67      | 2     |
| Швейцарія | Їв Аллегро     | Австралія | Стівен Гасс  | 97      | 3     |
| Чехія     | Томаш Цибулець | Австралія | Джордан Керр | 128     | 4     |

#### Інші учасники
Нижче наведено пари, які отримали вайлдкард на участь в основній сітці:
- Іво Мінарж /  Їржі Ванек
- Ladislav Chramosta /  Filip Zeman

### Одиночний розряд, жінки

#### Сіяні учасниці
| Країна     | Гравчиня            | Рейтинг | Сіяна |
| ---------- | ------------------- | ------- | ----- |
| Франція    | Маріон Бартолі      | 23      | 1     |
| Аргентина  | Хісела Дулко        | 34      | 2     |
| Росія      | Ольга Пучкова       | 37      | 3     |
| Нідерланди | Міхаелла Крайчек    | 41      | 4     |
| Франція    | Наталі Деші         | 49      | 5     |
| Японія     | Морігамі Акіко      | 53      | 6     |
| Швейцарія  | Віржіні Раззано     | 59      | 7     |
| Росія      | Анастасія Родіонова | 64      | 8     |

#### Інші учасниці
Нижче наведено учасниць, які отримали вайлдкард на участь в основній сітці:
- Івета Бенешова
- Кароліна Плішкова
- Крістина Плішкова

Тенісистки, що потрапили до основної сітки як щасливі лузери:
- Рената Ворачова

Нижче наведено гравчинь, які пробились в основну сітку через стадію кваліфікації:
- Барбора Стрицова
- Клара Закопалова
- Андреа Главачкова
- Домініка Цібулкова

#### Відмовились від участі
- Рената Ворачова
- Вікторія Азаренко (Right hip strain)

### Парний розряд, жінки

#### Сіяні пари
| Країна    | Гравчиня        | Країна     | Гравчиня              | Рейтинг | Сіяна |
| --------- | --------------- | ---------- | --------------------- | ------- | ----- |
| Франція   | Наталі Деші     | Нідерланди | Міхаелла Крайчек      | 68      | 1     |
| Чехія     | Луціє Градецька | Чехія      | Рената Ворачова       | 105     | 2     |
| Чехія     | Івета Бенешова  | Чехія      | Барбора Стрицова      | 128     | 3     |
| Аргентина | Хісела Дулко    | Іспанія    | Аранча Парра Сантонха | 133     | 4     |

#### Інші учасниці
Нижче наведено пари, які отримали вайлдкард на участь в основній сітці:
- Крістина Плішкова /  Кароліна Плішкова

#### Відмовились від участі
- Аранча Парра Сантонха (розтягнення м'язів живота)

## Переможниці та фіналістки

### Одиночний розряд, чоловіки
- Душан Лойда —  Їржі Ванек, 6–7(3–7), 6–2, 7–6(7–5)

### Парний розряд, чоловіки
- Томаш Цибулець /  Джордан Керр —  Леош Фридль /  Давід Шкох, 6–4, 6–2

### Одиночний розряд, жінки
- Морігамі Акіко —  Маріон Бартолі, 6–1, 6–3

### Парний розряд, жінки
- Петра Цетковська /  Андреа Главачкова —  Цзи Чуньмей /  Сунь Шеннань, 7–6(9–7), 6–2